# Elops smithi
Elops smithi és una espècie de peix pertanyent a la família dels elòpids.

## Descripció
- Pot arribar a fer 44 cm de llargària màxima.
- 24-27 radis tous a l'aleta dorsal i 16-19 a l'anal.
- 73-80 vèrtebres.[4][5]

## Hàbitat
És un peix d'aigua marina i salabrosa, pelàgic-nerític i de clima tropical.

## Distribució geogràfica
Es troba a l'Atlàntic occidental: les Bahames, Costa Rica, Guaiana, Hondures, Panamà, Trinitat i Tobago i els Estats Units.

## Observacions
És inofensiu per als humans.